# Григор Китанов
Григор Иванов Китанов е български политик.

## Биография
Роден е на 14 февруари 1886 година в град Кюстендил, България, в преселническо семейство от Царево село, Македония. След завършване на средното си образование, в продължение на няколко години е писар в Кюстендилското окръжно управление. Участва във Балканската война (1912 – 13) и Първата световна война (1915 – 18). Като състоятелен човек се занимава със земеделие и овощарство, има добре уредено стопанство в село Жабокрът, Кюстендилска околия. Член е на Демократическата партия.
През 1931 г. е първи помощник-кмет на Кюстендилската община. Поради оставката на кмета Георги Емануилов на 6 юни 1931 година не се избира нов кмет, а длъжността продължава да изпълнява първият помощник-кмет Григор Китанов. Поради криза в Общинския съвет и разпускането му на 11 март 1932 година и той подава оставка.
Независимо от краткия престой на кметския стол по време на кметуването на Григор Китанов се извършват някои важни благоустройствени мероприятия. Ремонтира се общинската Чифте баня, създава се Курортно бюро в града, продължават някои дейности започнати от предшествениците му по довършване преустройството на съдебната палата.